# Polska Izba Biegłych Rewidentów

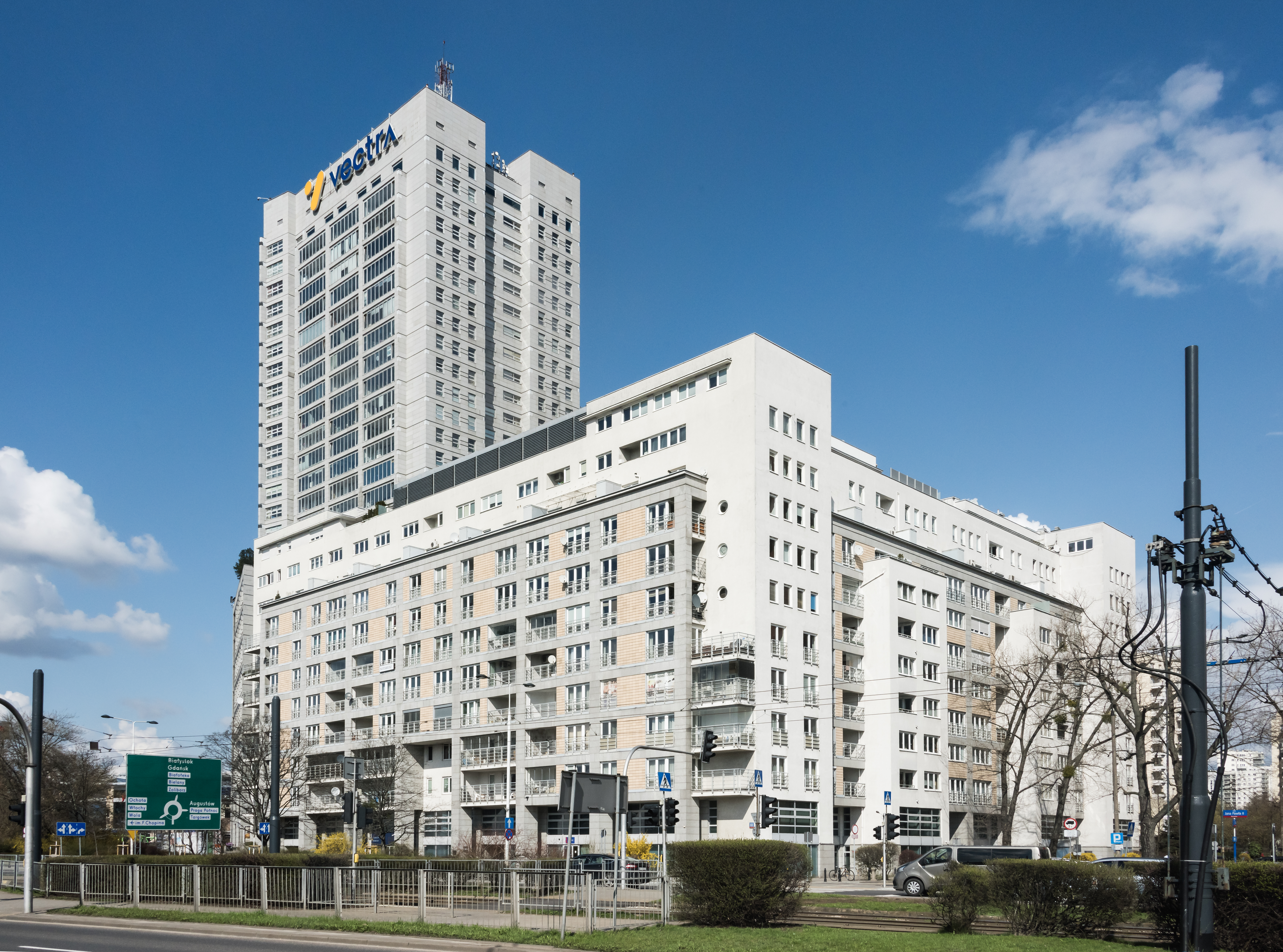
Kompleks Babka Tower przy al. Jana Pawła II 80 w Warszawie, w którym mieści się siedziba Polskiej Izby Biegłych Rewidentów

Polska Izba Biegłych Rewidentów (PIBR) – samorząd zawodu zaufania publicznego zrzeszający biegłych rewidentów w Polsce.
Siedziba PIBR znajduje się przy al. Jana Pawła II 80 w Warszawie.

## Podstawa prawna działania
Polska Izba Biegłych Rewidentów powstała z mocy uchwalonej 19 października 1991 ustawy o badaniu i ogłaszaniu sprawozdań finansowych oraz biegłych rewidentach i ich samorządzie, która weszła w życie 1 stycznia 1992, do 21 czerwca 2017 roku działała pod nazwą Krajowa Izba Biegłych Rewidentów.
13 października 1994 Sejm Rzeczypospolitej Polskiej uchwalił odrębną ustawę o biegłych rewidentach i ich samorządzie, poświęconą wyłącznie sprawom samorządu zawodowego. Kolejną ustawą w tej dziedzinie była ustawa z dnia 7 maja 2009 r. o biegłych rewidentach i ich samorządzie, podmiotach uprawnionych do badania sprawozdań finansowych oraz o nadzorze publicznym (Dz.U. z 2016 r. poz. 1000). Obecnie obowiązującą jest ustawa z dnia 11 maja 2017 r. o biegłych rewidentach, firmach audytorskich oraz nadzorze publicznym (Dz.U. z 2024 r. poz. 1035). Zgodnie z tą ustawą PIBR, działa na podstawie przepisów tej ustawy oraz postanowień statutu. Przynależność do KIBR jest obowiązkowa i powstaje po wpisaniu do rejestru biegłych rewidentów.
Polska Izba Biegłych Rewidentów posiada osobowość prawną, a jej siedzibą jest miasto stołeczne Warszawa.

## Zadania
Do zadań Polskiej Izby Biegłych Rewidentów należy:
1. reprezentowanie członków oraz ochrona ich interesów zawodowych;
2. ustanawianie krajowych standardów wykonywania zawodu oraz zasad etyki zawodowej;
3. wykonywanie zadań w zakresie należytego wykonywania zawodu i przestrzegania zasad etyki zawodowej przez członków Polskiej Izby Biegłych Rewidentów oraz przestrzegania przepisów prawa, procedur i standardów przez firmy audytorskie, w tym: a) przeprowadzanie kontroli badań ustawowych jednostek innych niż jednostki zainteresowania publicznego, b) prowadzenie postępowań dyscyplinarnych przeciwko biegłym rewidentom przeprowadzającym badania jednostek innych niż jednostki zainteresowania publicznego, c) nakładanie kar administracyjnych na firmy audytorskie;
4. współdziałanie w kształtowaniu zasad rachunkowości i rewizji finansowej;
5. opracowywanie materiałów szkoleniowych dla kandydatów na biegłych rewidentów.

Ponadto Krajowa Rada Biegłych Rewidentów (jeden z organów PIBR) prowadzi rejestr biegłych rewidentów oraz listę firm audytorskich.